# Operai (programma televisivo)
Operai è un programma televisivo italiano di attualità, politica e cultura, condotto dal giornalista e saggista Gad Lerner andato in onda in seconda serata, su Rai 3, dal 7 maggio 2017 al 12 giugno 2017 per un totale di 6 puntate.

## Il programma
Il programma vede il conduttore indagare sull'automazione del lavoro, con la conseguente perdita di posti di lavoro, la globalizzazione, la delocalizzazione e l'industria 4.0.

## Puntate
| Puntata | Titolo                       | Messa in onda  | Telespettatori | Share |
| ------- | ---------------------------- | -------------- | -------------- | ----- |
| 1       | Dopo la lotta di classe      | 7 maggio 2017  | 892.000        | 5.7%  |
| 2       | Infeno e paradiso            | 14 maggio 2017 | 937.000        | 6%    |
| 3       | Il proletario e il nazionale | 21 maggio 2017 | 873.000        | 5.7%  |
| 4       | Giovani e lavoro             | 28 maggio 2017 | 650.000        | 4.4%  |
| 5       | L'uomo flessibile            | 4 giugno 2017  | 878.000        | 7.4%  |
| 6       | Il lavoro serve ancora       | 12 giugno 2017 | 657.000        | 4.6%  |